# Угарове
Уга́рове — село в Україні, в Оратівській селищній громаді Вінницького району Вінницької області. Розташоване за 16 км на північний схід від селища Оратів. Населення становить 245 осіб (станом на 1 січня 2018 р.).

## Історія
За однією з версій назва села пішла від того, що на місці теперішнього лісу було згарище, колись згоріли тут старі вікові дуби. Ліс відновили і назвали його «Урочище Угарів». Від цієї назви і пішла назва села.
Засноване село у 1931 році — посеред рівного поля було створено радгосп. Спочатку збудували один барак, а працівників возили з навколишніх сіл. В 1933 році на радгоспі було тільки три хати.
У 1973 році в центрі парку було перепоховано 106 невідомих солдат, які загинули під час боїв у 1944 році за село Угарове і були спершу захороненні в урочищі Цегельна. Спочатку було встановлено обеліск, а до 40-річчя Перемоги, в 1984 році, звели пам'ятник. Протягом 1984-1998 років під час оранки полів ще знаходили останки солдатів, які хоронили біля братських могил.
У 1970 році до радгоспу «Угарівський» приєднали колгоспи сіл Березівка і Каленівка. В 1996 році з радгоспу утворили радгосп «Угарівське», а в 2000 році сільськогосподарський виробничий кооператив «Угарівський».
12 червня 2020 року, відповідно розпорядження Кабінету Міністрів України № 707-р «Про визначення адміністративних центрів та затвердження територій територіальних громад Вінницької області», село увійшло до складу Оратівської селищної громади.
19 липня 2020 року, в результаті адміністративно-територіальної реформи та ліквідації Оратівського району, село увійшло до складу Вінницького району.

## Населення

### Мова
Розподіл населення за рідною мовою за даними перепису 2001 року:
| Мова       | Кількість | Відсоток |
| ---------- | --------- | -------- |
| українська | 297       | 99.33%   |
| російська  | 2         | 0.67%    |
| Усього     | 299       | 100%     |

## Відомі люди
- Рожков Микола Миколайович (* 1986) — старший лейтенант Збройних сил України, учасник російсько-української війни.

## Галерея

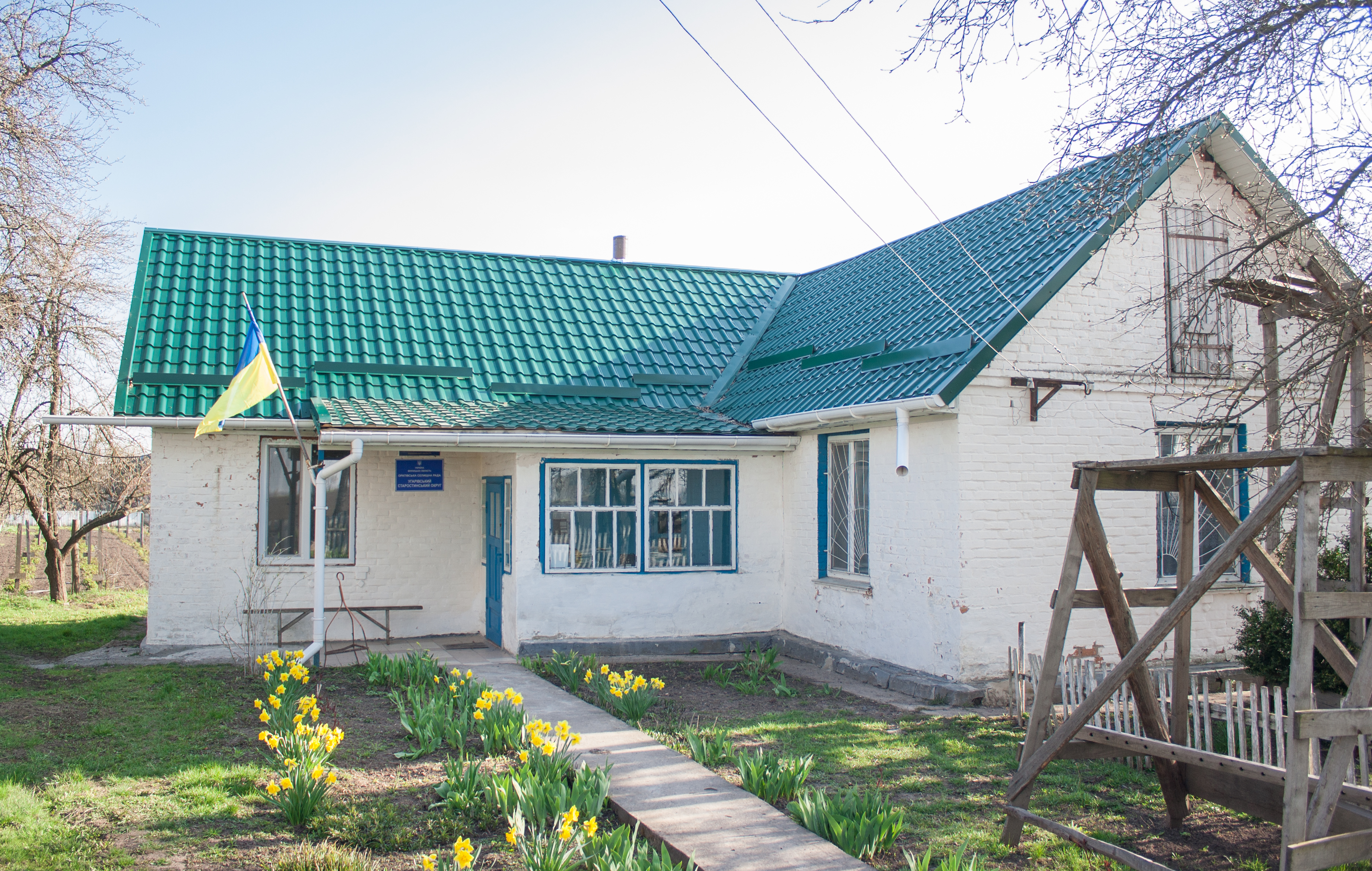
Старостинський округ
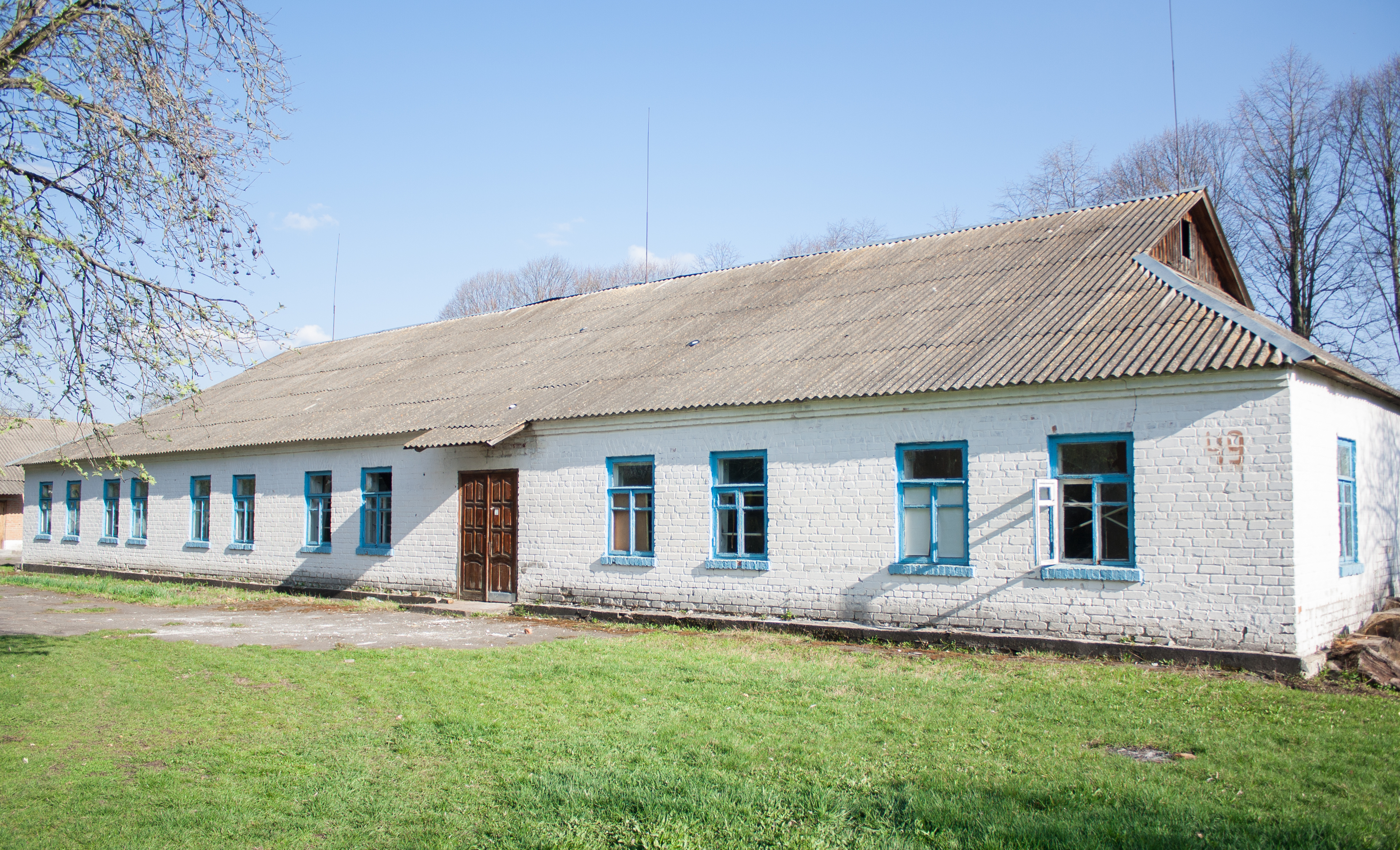
Школа
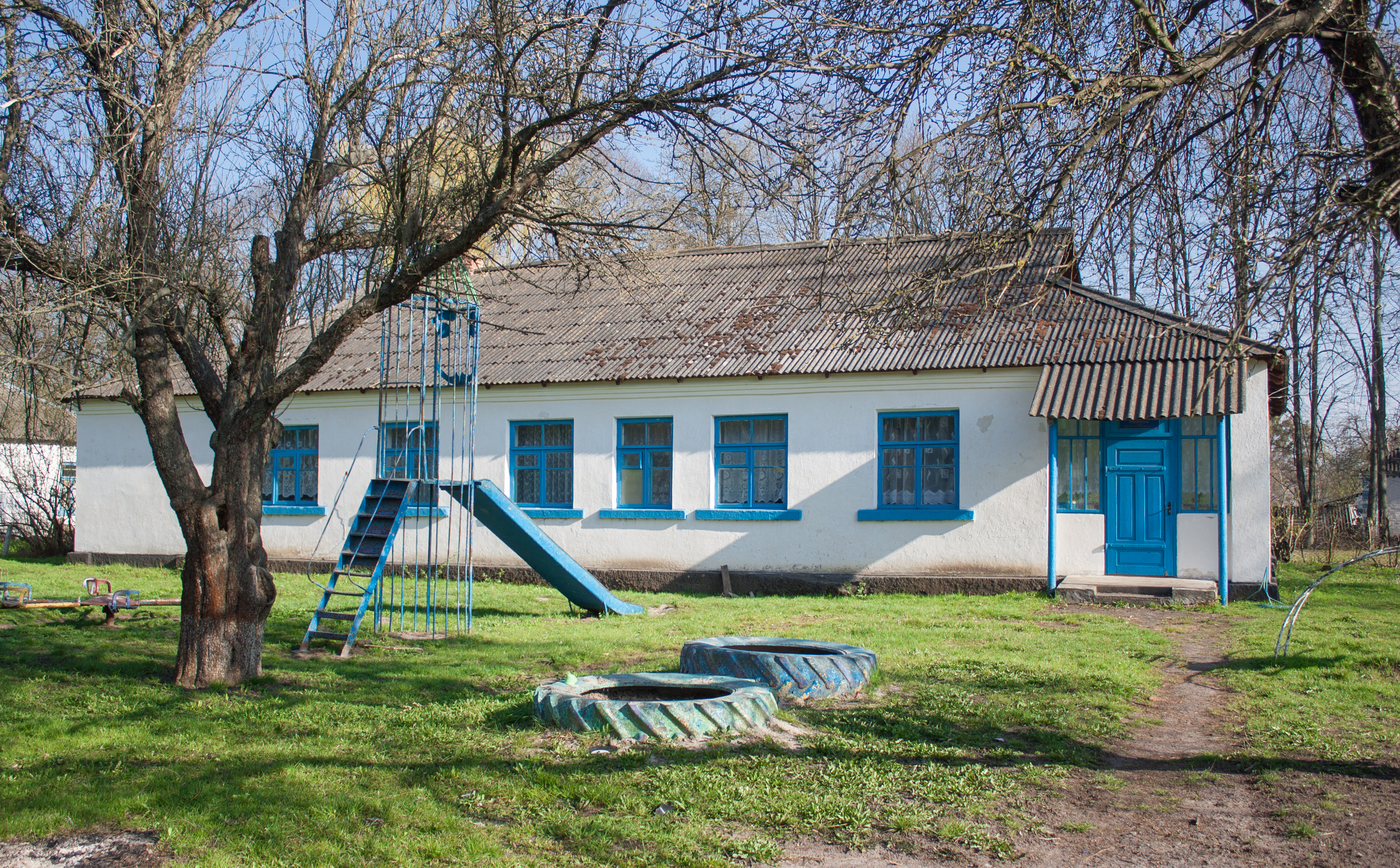
Дитсадок
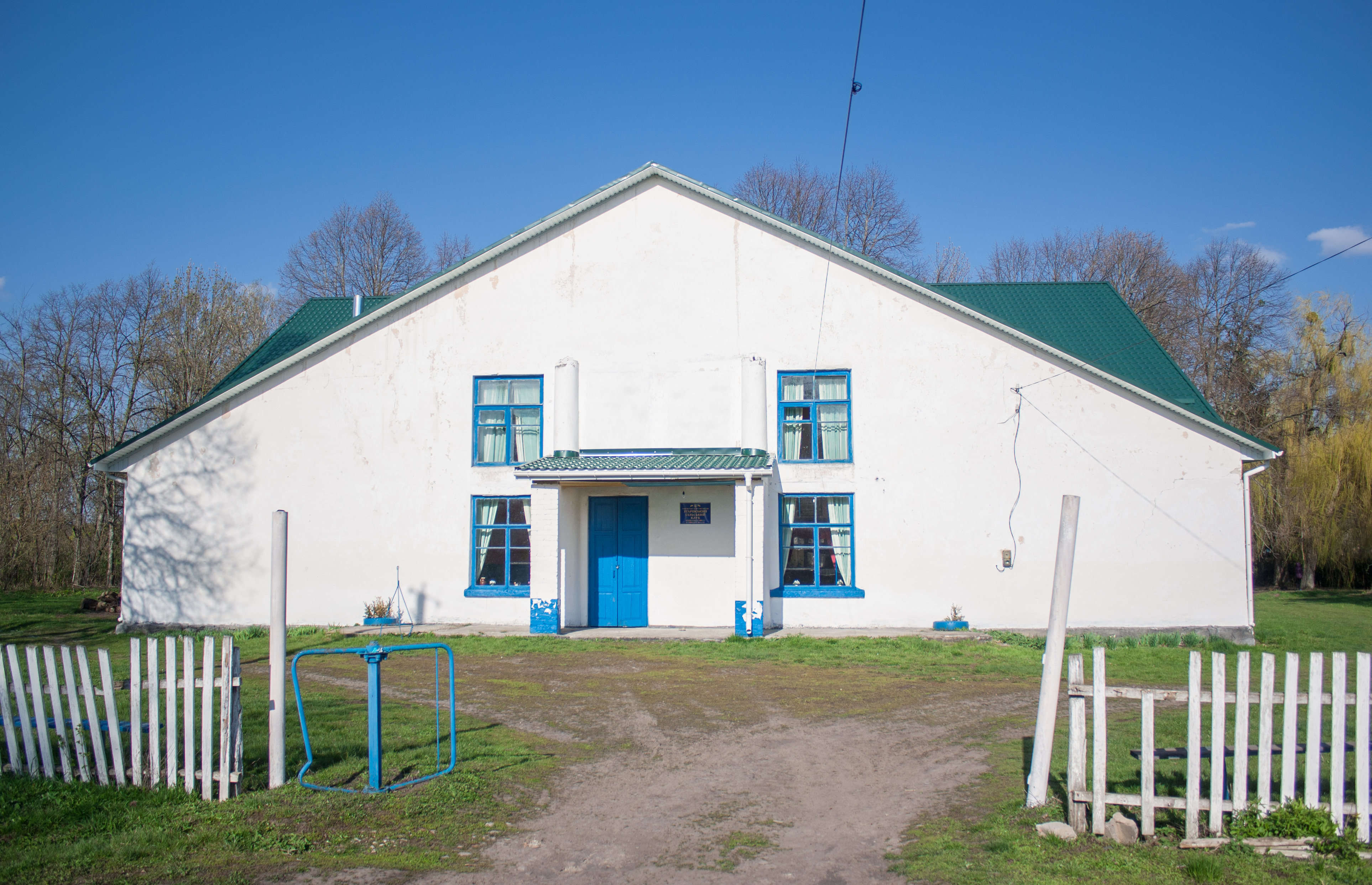
Клуб
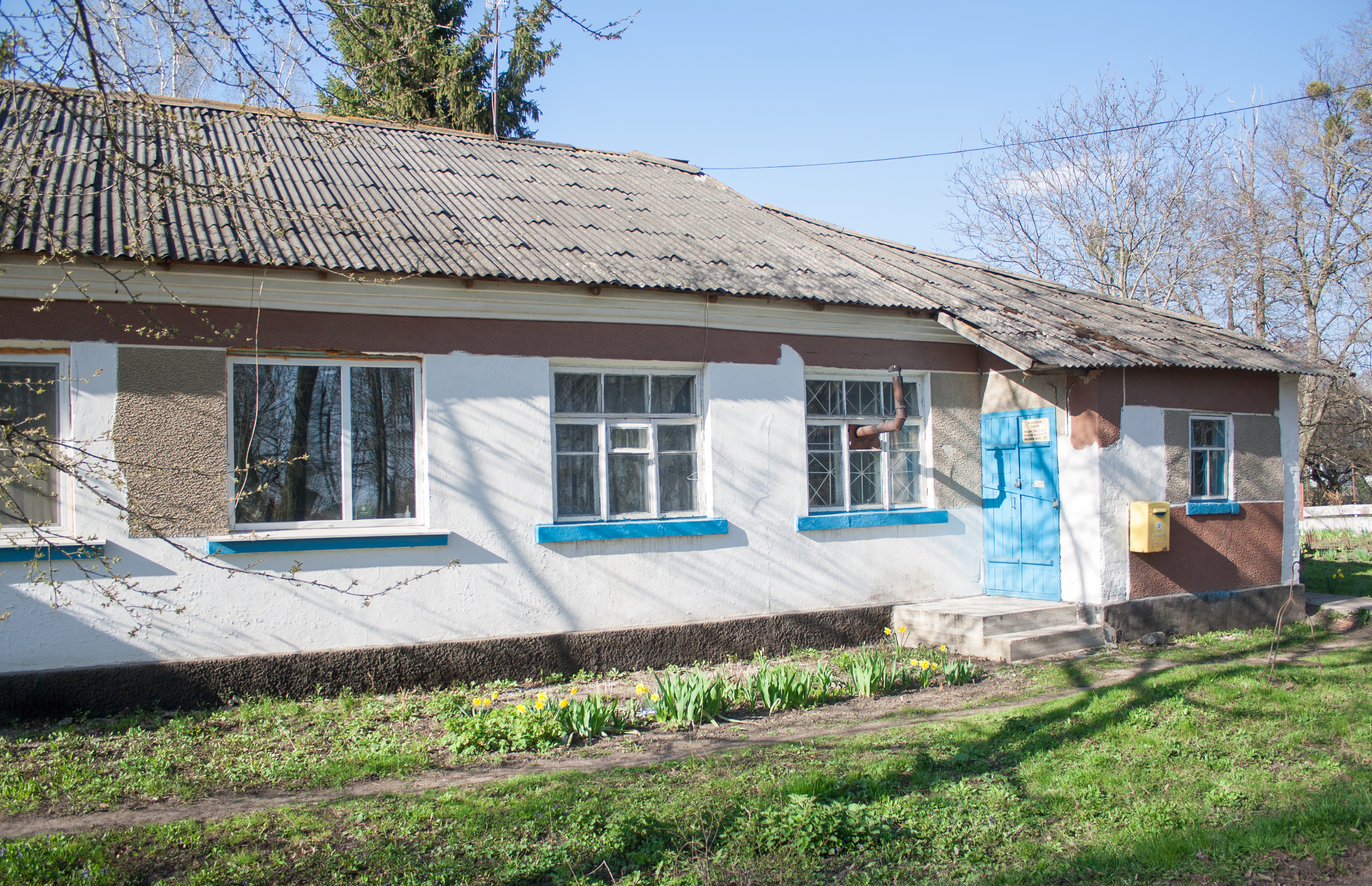
Пошта
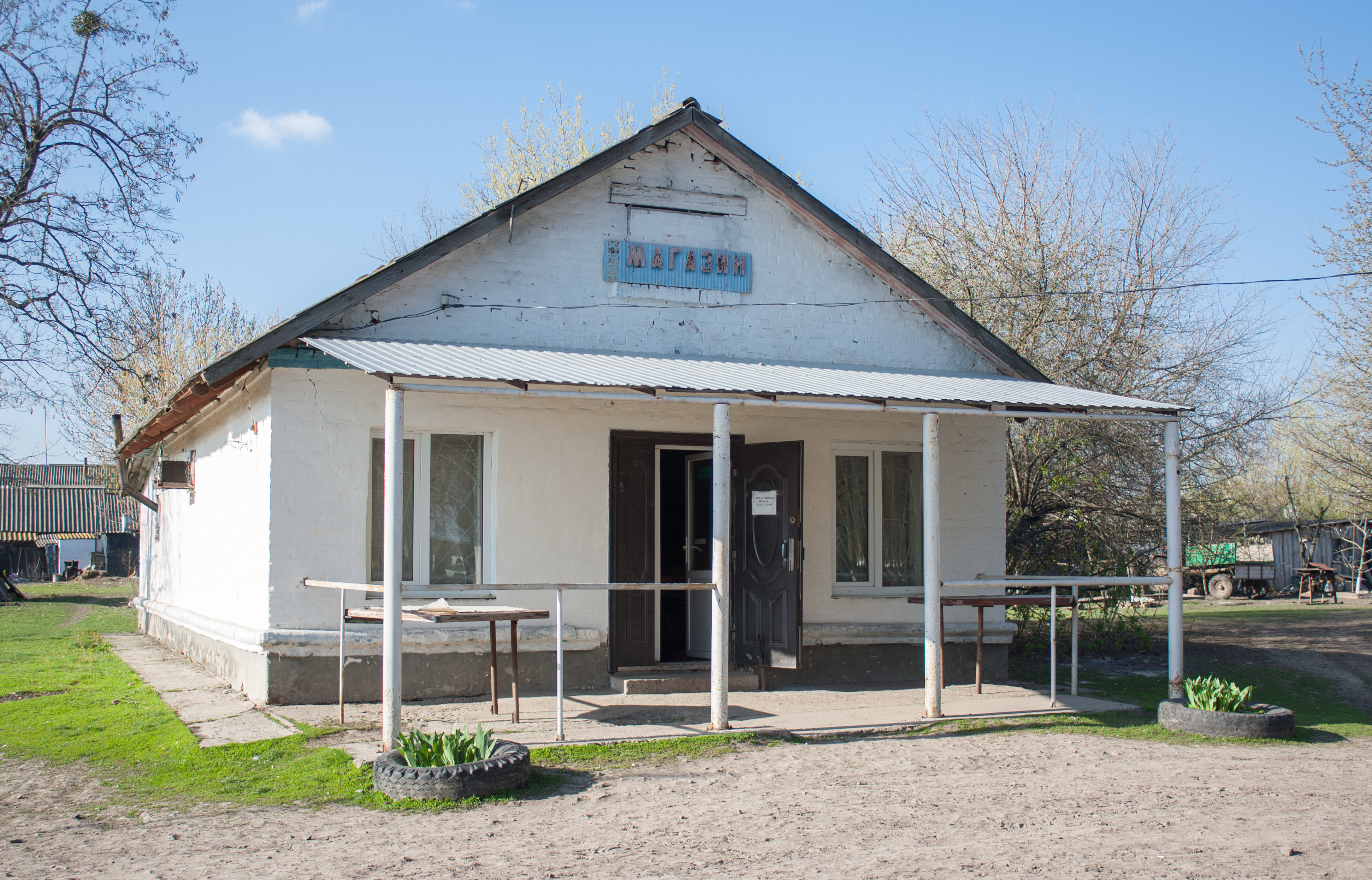
Магазин
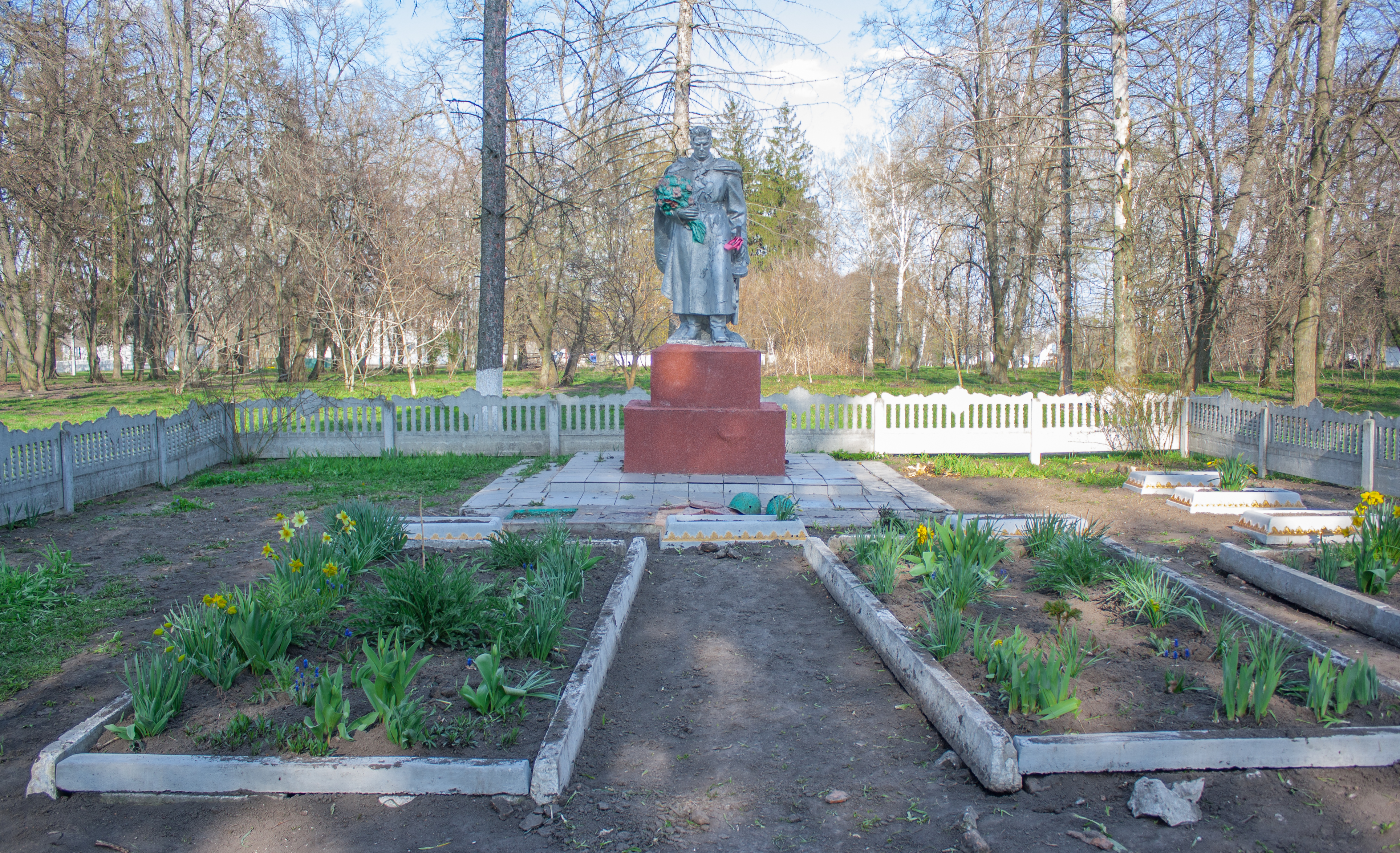
Братська могила радянських воїнів і пам'ятник воїнам-односельчанам